# Дор (Городищенське сільське поселення)
Дор (рос. Дор) — присілок у складі Нюксенського району Вологодської області, Росія. Входить до складу Городищенського сільського поселення.

## Населення
Населення — 7 осіб (2010; 19 у 2002).
Національний склад (станом на 2002 рік):
- росіяни — 95 %